# Euploea desjardinsii
Espèce
Euploea desjardinsii, ou Euploea euphon desjardinsii, est une espèce de papillons de la famille des Nymphalidae, de la sous-famille des Danainae et du genre Euploea endémique de Rodrigues dans les Mascareignes (archipel de l'océan Indien), et probablement disparue.

## Systématique
Euploea desjardinsii a été décrit par Félix Édouard Guérin-Méneville en 1844.
Euploea desjardinsii est pour généralement considéré comme une espèce à part entière. Cependant certains documents le nomment Euploea euphon desjardinsii comme donc une sous-espèce d’Euploea euphon.

## Description
Ce grand papillon marron présente aux ailes postérieures une bande submarginale de taches blanche qui se rejoignent pour former une bande submarginale blanche.

## Biologie

### Plantes hôtes
Les plantes hôtes de sa chenille sont des Asclepiadaceae et des Apocynacées.

## Écologie et distribution
Euploea desjardinsii est présent aux Mascareignes, il est endémique de l'ile Rodrigues.

### Protection
Euploea desjardinsii est très probablement disparu (d'après [Viette] en 1995)